# Тунгусо-маньчжурские языки

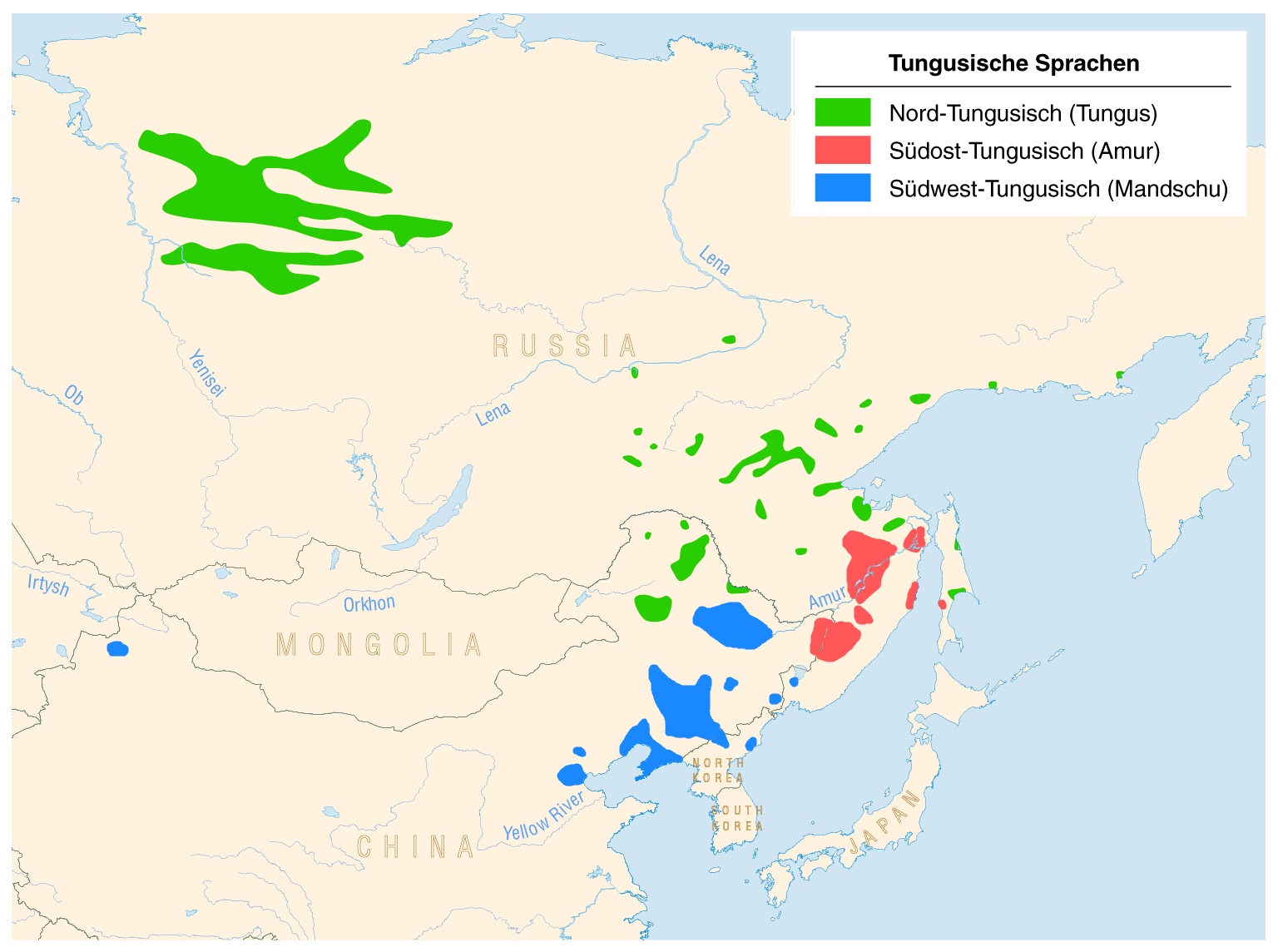

Тунгу́со-маньчжу́рские языки́ — семья родственных языков в Сибири (включая Дальний Восток), Монголии и на севере Китая.
В пределах Сибири и Дальнего Востока к представителям народов тунгусо-маньчжурской семьи себя отнесли 71 794 человека (2002, перепись) — в частности:
- эвенки — 34 989 чел.;
- эвены — 18 886 чел.;
- нанайцы — 11 947 чел.;
- ульчи — 2852 чел.;
- удэгейцы — 1622 чел.;
- орочи — 644 чел.;
- негидальцы — 527 чел.;
- ороки — 327 чел.

Число же говорящих на языках тунгусо-маньчжурской группы в России гораздо меньше, так как ими, в основном, владеет старшее поколение. 
Кроме перечисленных выше, значительная часть представителей народов тунгусо-маньчжурской языковой семьи (маньчжуров, сибо, эвенков) проживает в Китае.

## Классификация
| Тунгусо-маньчжурская семья                | В России (перепись 2010) | В России (перепись 2010) | В России (перепись 2010) | Другие страны | Другие страны | Другие страны |
| Тунгусо-маньчжурская семья                | Этнос                    | Владеющих                | Родной для               | Этнос         | Владеющих     | Родной для    |
| ----------------------------------------- | ------------------------ | ------------------------ | ------------------------ | ------------- | ------------- | ------------- |
| Северная (сибирская) ветвь                |                          |                          |                          |               |               |               |
| Эвенская группа                           |                          |                          |                          |               |               |               |
| Эвенский язык                             | 21 830                   | 5 656                    | 5 877                    |               |               |               |
| Эвенкийская группа                        |                          |                          |                          |               |               |               |
| Эвенкийский язык                          | 38 396                   | 4 802                    | 5 895                    |               |               |               |
| Солонский диалект                         | —                        | —                        | —                        | 30 500        | 11 000        |               |
| Негидальский язык                         | 513                      | 74                       | 88                       |               |               |               |
| Юго-восточная (амурская, нанайская) ветвь |                          |                          |                          |               |               |               |
| Нанайская группа                          |                          |                          |                          |               |               |               |
| Нанайский язык                            | 12 003                   | 1 347                    | 2 303                    | 5 354         | 40            |               |
| Ульчский язык                             | 2 765                    | 154                      | 216                      |               |               |               |
| Орокский (ульта) язык                     | 295                      | 47                       | 24                       |               |               |               |
| Удэгейская группа                         |                          |                          |                          |               |               |               |
| Удэгейский язык                           | 1 496                    | 103                      | 176                      |               |               |               |
| Орочский язык                             | 596                      | 8                        | 6                        |               |               |               |
| Южная (маньчжурская) ветвь                |                          |                          |                          |               |               |               |
| Чжурчжэньский язык†                       | —                        | —                        | —                        | —             | —             | —             |
| Маньчжурский язык                         | —                        | —                        | —                        | 10 700 000    | 20            | —             |
| Сибинский диалект                         | —                        | —                        | —                        | 189 000       | 30 000        | —             |

## Общая характеристика
Тунгусо-маньчжурские языки — агглютинативные; они имеют сложные падежную систему и системы грамматических времён и аспектов. Кроме того, в фонетике они имеют гармонию гласных.

## Макрокомпаративистика
Некоторые исследователи считают тунгусо-маньчжурские языки частью гипотетической алтайской языковой семьи, а лингвисты, поддерживающие  ностратическую гипотезу, включают её в состав ностратической макросемьи.

## Тунгусо-маньчжурская топонимика
Тунгусо-маньчжурское происхождение имеют следующие российские топонимы Алдан («рыбная» или «ледяная»), Амур («большая река»), Ангара («пасть»), Бурея («река»), Зея («лезвие»), Енисей («большая река»), Индигирка, Киренга («грязная»), Лена («большая река»), Сахалин («чёрная гора»), Селенга («железная»), Сихотэ-Алинь («хвойный хребет»), Таймыр («богатый»), Чита («глина»), Шилка («узкая долина»).
Таким образом, тунгусо-маньчжурская топонимика охватывает Красноярский, Забайкальский, Амурский, Хабаровский и Приморский края, а также Иркутскую область, Бурятию, Якутию и Сахалин. 
В Китае к тунгусо-маньчжурским топонимам относится Мукден («возвышенность»), Харбин («переправа») и Сунгари, которые расположены на территории провинций Ляонин, Гирин и Хэйлунцзян.